# Abbaye Notre-Dame-La-D'Hors
Le monastère Notre-Dame-La-D'Hors, fondé au VIIe s., se trouvait à Auxerre, dans l'actuel département français de l'Yonne en région Bourgogne-Franche-Comté. 
Notre-Dame-La-D'Hors est plus connu pour son église également paroissiale qu'en tant qu'établissement monastique, à cause de l'importance donnée aux reliques de son fondateur saint Vigile. Aliéné par les rois puis restitué plusieurs fois, le monastère est détruit par les Sarrasins puis par les Normands et rejoint l'histoire de Saint-Marien au XIIe siècle. C'est en cette circonstance qu'elle devient abbaye, toujours sous son même nom.
Après le XIIe siècle elle est incluse dans l'enceinte des fortifications agrandies de Pierre II de Courtenay. Le « -Là-D'Hors » est abandonné et elle est alors appelée Notre-Dame-la-Ronde : cette église et le baptistère de saint Jean-Baptiste, sont les deux seuls bâtiments d'Auxerre surmontés d'un dôme.
L'église est détruite en 1790.

## Histoire

### Occupation précédente du lieu
Une « basilique Sainte-Marie » est mentionnée à cet endroit avant Notre-Dame-La-D'Hors. 
Par ailleurs un cippe funéraire romain y a été découvert en 1863 ainsi que de nombreux sarcophages. Il y a donc eu une occupation de longue date préalablement à l'installation du monastère Notre-Dame-La-D'Hors sur le site.

### Fondation, situation

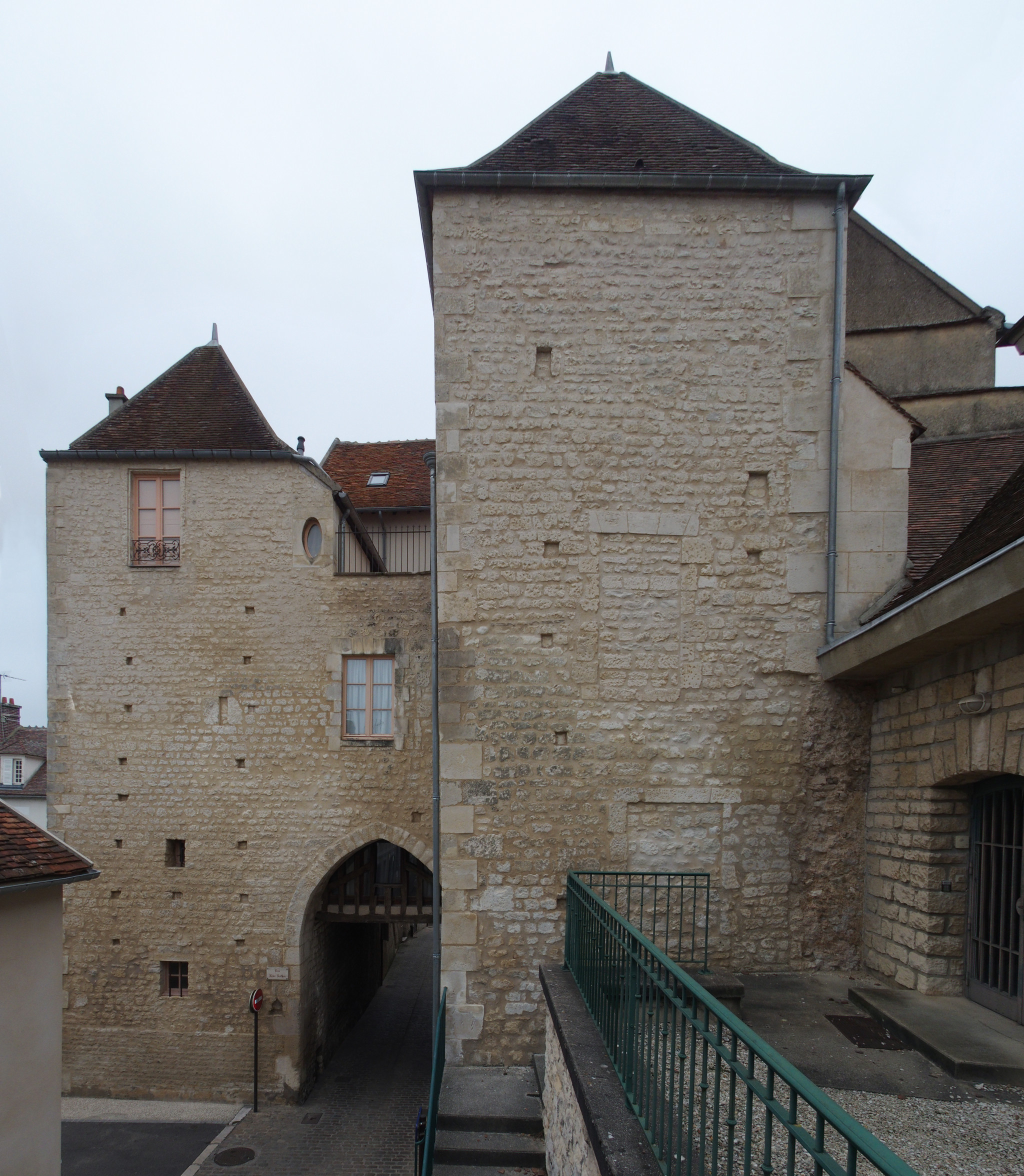
Ancienne porte de ville dite porte Saint-Germain, rue du 4-Septembre.

Le monastère Notre-Dame-La-D'Hors a été fondé entre 653 et 683 par saint Vigile, évêque d'Auxerre pendant cette période, à l'emplacement de l'actuel palais de justice construit en 1862-1865. La rue Notre-Dame-La-D'Hors s'ouvre encore de nos jours dans la perspective de la façade du bâtiment.
Cet endroit, appelé « le Bout du Monde » au Moyen Âge en raison de son isolement de la ville, se trouvait alors hors des murs d'Auxerre, sur la voie vers Paris et Sens. Le quartier était entouré par les murs de l'abbaye Saint-Germain. L'accès le plus proche  depuis la ville était la poterne dite "de Saint-Germain", située à l'angle de la rue Cochois et de la rue du 4 septembre ; ensuite il fallait grimper le mont Saint-Loup à travers champs et jardins pour arriver à l'abbaye.
Dédié à Notre-Dame, c'est sa position en dehors des fortifications de la ville - à l'époque celles-ci datent du IIIe siècle – lors de sa construction, qui a fait rajouter « La-D'Hors » à son nom. Noter que cette position rend l'établissement vulnérable aux attaques – et celles-ci seront nombreuses au fil des siècles. Le rajout au nom permet aussi de différencier cette église de celle dite « Notre-Dame-de-la-Cité », qui fait alors partie de l'ensemble cathédral d'Auxerre.

### Terres attribuées
Vigile attribue à Notre-Dame-La-D'Hors les terrains alentour qui étaient alors inoccupés. La paroisse Notre-Dame, de grande taille, s’étendait vers le sud jusqu'au chemin d'Égleny et au nord jusqu'aux vignes de Migraine et de Saint-Germain (l'actuel quartier Saint-Siméon et l'école Saint-Joseph). Au nord-est elle était bordée par la route de Paris mais s'allongeait vers l'est pour inclure le côté sud de la rue Michelet et la rue du 4-Septembre. Elle incluait le chemin qui conduisait à la montagne Saint-Siméon.

### Aliénations et cessions
Charles Martel (690-741) aliène le monastère qui passe alors dans le domaine royal. Louis d’Outre-Mer (roi de 936 à 954) le restitue, non pas à la propre autorité de ses religieux comme avant les aliénations, mais à l'évêché d'Auxerre, tenu à cette époque par le V. Guy - c'est lui le maître d'œuvre de cette attribution, ayant usé de ses relations avec Hugues le Grand, père d'Hugues Capet, pour obtenir la faveur de Louis d’Outre-Mer.
Il est aliéné une deuxième fois ou plus exactement l'évêque le donne comme récompense bénéficiaire à certain seigneur qui, après en avoir joui pendant longtemps, le passe comme patrimoine à son neveu Aganon de Mont-Saint-Jean, évêque d’Autun de ~1055 à 1098 ; Aganon le restitue - de mauvaise grâce, dit l'histoire d'Auxerre - à Geoffroi de Champaleman, évêque d'Auxerre de 1052 à 1076.
Vers la fin du XIe siècle Robert de Nevers (év. 1076-1084) cède le monastère au chapitre, à la suite de quoi des chanoines séculiers occupent les lieux. 
Les Prémontrés arrivent en 1140 mais ne s'y fixent entièrement qu'en 1170.

### Lieu de pèlerinage
Vigile meurt vers 684. Son tombeau est exposé sur les marches de l'autel de l'église Notre-Dame-La-D'Hors ; les malades sont introduits à l'intérieur du tombeau par des ouvertures dans ce dernier. 
Sa réputation, déjà bien établie de son vivant, devient un culte important localement ; il est le « glorieux ami de Dieu » invoqué dans les calamités publiques, une bonne niche par les temps qui courent alors.
L'importance sociale de l'église qui contient ses reliques continue elle aussi de grandir. Ainsi Notre-Dame-La-D'Hors, avec Saint-Pierre, Saint-Eusèbe et Saint-Germain, fait partie des quatre églises qui n'entrent pas dans le symbolisme des Rameaux (entrée du Christ dans Jérusalem) mais sont malgré tout des stations pour les processions des Rameaux. Il est vrai que chacune de ces quatre églises contient des reliques d'évêques d'Auxerre. 
L'église devient ainsi un lieu de  pèlerinage suffisamment important pour que les moines de Saint-Marien veuillent récupérer les reliques pour eux-mêmes ; plusieurs disputes s'élèvent à ce sujet, plus particulièrement au XVe siècle.  
En 1567 les reliques de saint Vigile sont dispersées par les Huguenots. L'évêque d'Auxerre Amyot en recueille quelques-unes qu'il replace dans une châsse, placée sur l'autel où elle se tient jusque vers le milieu du XVIIe siècle.
Le sarcophage est peut-être celui portant une croix pattée qui a été découvert en 1852 lors de travaux de terrassement de la place, accompagné de nombreux autres sarcophages, mais certains émettent des doutes sur cette attribution.

### Les Prémontrés
En 1140 l’évêque Hugues de Mâcon, qui souhaite utiliser la restauration récente de la chapelle Saint-Cosme et Saint-Damien pour reconstituer l'abbaye Saint-Marien, demande au comte Guillaume II de Nevers (1083-1148) de solliciter l'abbaye de Prémontré afin qu'ils envoient un groupe de moines pour coloniser les bâtiments en construction. Lorsque les moines arrivent en 1041 (certains donnent 1139 pour leur arrivée), les nouveaux bâtiments ne sont pas prêts ; ils s'installent donc « provisoirement » au monastère de Notre-Dame-La-D'Hors que leur attribue l'évêque. Quand ils emménagent définitivement à Saint-Marien en 1161, quelques-uns d'entre eux restent à Notre-Dame-la-d'Hors pour le service de la paroisse qui commence à se former autour du monastère. 
En 1193 Pierre de Courtenay fait bâtir la deuxième enceinte de fortifications d'Auxerre ; celle-ci inclut enfin Notre-Dame-La-D'Hors, qui acquiert alors le nom de Notre-Dame-La-Ronde.
Dès lors les Prémontrés de Saint-Marien, en rive droite de l'Yonne et donc hors des murs de la ville, utilisent Notre-Dame-La-Ronde pour s'y réfugier en cas d'attaque sur Auxerre en général et Saint-Marien en particulier. Ils le feront en 1358 quand les Anglais menés par Robert Knolles envahissent le pays et sont aux portes d'Auxerre, revenant à Saint-Marien seulement 15 ans après en 1373. Ils la quittent de nouveau lors des guerres de religion, qui durent pratiquement toute la seconde moitié du XVIe siècle jusqu'à l'édit de Nantes en 1598. Mais cette fois ils n'y retourneront pas : dans la crainte de ce que les Huguenots puissent se servir des bâtiments pour attaquer la ville, le comte les fait démolir – ce qui est fait à la poudre en 1570. C'est donc cette année-là que les Prémontrés occupent définitivement Notre-Dame-la-Ronde.
Ils la quittent de nouveau lors des guerres de religion, qui durent pratiquement toute la seconde moitié du  XVIe siècle jusqu'à l'édit de Nantes en 1598. Mais cette fois ils n'y retourneront pas : dans la crainte de ce que les Huguenots puissent se servir des bâtiments pour attaquer la ville, le comte les fait démolir – ce qui est fait à la poudre en 1570. C'est donc cette année-là que les Prémontrés occupent définitivement Notre-Dame-la-Ronde.
En 1402 Richard Colas, curé de Notre-Dame-La-D'Hors, devient abbé de Saint-Marien.

### Guerres de Religion: destruction de Saint-Marien
Les Prémontrés quittent de nouveau leur maison de Saint-Marien pour N.-D.-la-Ronde lors des guerres de religion, qui durent pratiquement toute la seconde moitié du XVIe siècle jusqu'à l'édit de Nantes en 1598. Mais cette fois ils n'y retourneront plus : dans la crainte de ce que les huguenots puissent se servir des bâtiments pour attaquer la ville, le comte les fait démolir – ce qui est fait à la poudre en 1570. C'est donc cette année-là que les prémontrés occupent définitivement Notre-Dame-la-Ronde.

### XVIIesiècle: les orgues
Remplaçant un orgue de 12 jeux, le  facteur Oudart ou Oudouart Salomon installe dans l'église son orgue de 13 jeux en 1659. Salomon était associé à Edmé Lebé. En octobre 1673, Edmé Lebé et Louis son fils sont chargés de déplacer, réparer et augmenter l'orgue, qui va passer à 17 jeux dont deux à la pédale. Nourris et logés par contrat aux frais des moines pour toute la durée des travaux, ils seront encore là en décembre 1674 et leur travail, examiné en 1676 par le facteur Claude Esclavy, d'Appoigny, n'est pas à la hauteur des frais payés par les moines. Il est toutefois assez bon pour que ces derniers refassent appel à eux le 3 décembre 1677 pour restaurer l'orgue – mais les moines prennent leurs précautions : les artisans sont nourris et logés par contrat seulement jusqu'à fin janvier. Moyennant quoi les travaux sont finis le 18 décembre. À ce stade l'orgue a cinq plate-faces, dont celle au centre de 2,97 m encadrée de deux  plate-faces de 99 cm et une paire de plate-faces de 1,98 m aux extrémités ; une corniche sculptée surmontait l'ensemble. Des sculptures, une corniche et une frise ornaient le pied du buffet. Entre le 4 mai 1748 et 1750, un autre facteur d'orgues examine l'instrument et propose des additions importantes, qui ne sont pas retenues. Le prieur de l'abbaye engage  le facteur Charles Cachet, de Langres en 1750 pour relever l'orgue à un détail près comme Cottereau l'avait proposé. L'orgue a disparu avec l'église en 1790.

### 1784: suppression du cimetière
Le 7 décembre 1784 Champion de Cicé, dernier évêque d'Auxerre (1760-1801), ordonne la suppression du cimetière de N.-D. la d'Hors.

### Fin de Notre-Dame-La-D'Hors
L'église est détruite en 1790 et les moines dispersés à l'époque de la Révolution.
En 1809, le curé de la paroisse Saint-Étienne est logé dans l'ancienne abbaye. Puis elle est occupée successivement par la bibliothèque publique et le musée, les justices de paix, le tribunal de commerce et une école de filles. En 1827, le jardin de l'abbaye devient un jardin botanique. En 1849, y est installée la statue de Joseph Fourier (le 10 mai 1849) et une allée de tilleuls est plantée à l’emplacement de l’église Notre-Dame.

En 1882, le palais de justice actuel est construit, occupant une grande partie de l'emplacement de l'abbaye, détruite pour l'occasion. La statue de Fourier est déménagée vers la mairie, sur une place qui prend alors le nom de place Fourier (actuelle place du Maréchal-Leclerc).
À l’emplacement de l’ancienne église Notre-Dame-la-d’Hors, un grand sarcophage mérovingien en pierre et de style dit « bourguigno-champenois » (cuve surbaissée, décor de fines stries), a été découvert au XIXe siècle. Il porte une inscription à la tête, le désignant comme le tombeau de saint Vigile, évêque d'Auxerre de 658 à 686 (en 1861, A. Lechat remet en cause l'attribution à saint Vigile du sarcophage orné d'une croix pattée découvert en 1852). Le sarcophage se trouve maintenant dans une des chapelles du bas-côté nord de la cathédrale Saint-Étienne.

## Confusion avec Saint-Marien
Pendant longtemps Notre-Dame-La-D'Hors reste sans lien immédiat avec Saint-Marien. Mais leurs destinées respectives devinrent si liées que certains les ont confondues. 
Vers l'an 420, l'abbaye bénédictine Saint-Marien est établie à peu près à l'endroit de la capitainerie du port d'Auxerre (rive droite de l'Yonne, côté Est). Souffrant les mêmes maux que Notre-Dame-La-D'Hors, elle aussi est détruite par les Sarrazins et autres aléas de l'Histoire. Les prémontrés de Saint-Marien rebâtie et déplacée, finissent par abandonner leur abbaye pour s'installer définitivement à Notre-Dame-La-Ronde. Mais Notre-Dame-La-Ronde, qui n'a pas cessé de fonctionner même lorsqu'elle est réduite à seulement une chapelle, n'en est pas pour autant devenue l'abbaye Saint-Marien, même si elle est le troisième établissement de cette dernière.
Par ailleurs, le nom de Notre-Dame-La-Ronde a commencé à être utilisé peu après l'arrivée des prémontrés, mais le changement de nom est dû à ce que les nouveaux remparts incluent l'établissement, qui n'est donc plus « hors des murs » ; et non à la présence ou absence des prémontrés.